# Gourmandises
Gourmandises (en español: Golosinas) es el álbum de estudio debut de la artista francesa Alizée, lanzado mundialmente el 13 de marzo de 2001 por Polydor Records. Después de su participación en el programa Graines de Star, Alizée comenzó a trabajar en su nuevo álbum con la cantante star Mylène Farmer y el productor Laurent Boutonnat, musicalmente sus protectores. 
El primer sencillo lanzado el 4 de julio de 2000 y fue llamado «Moi... Lolita», el cual tuvo impacto mundial. Con el éxito de «Moi... Lolita» fue lanzado el segundo sencillo, «L'Alizé», que fue número uno de las listas francesas durante muchas semanas. El álbum finalmente fue lanzado a nivel internacional, obteniendo aclamación de la crítica y un éxito rotundo a nivel mundial. Gracias a la buena comercialización, a la imagen de la inocente Lolita y al éxito del álbum, Alizée se convirtió en una obsesión nacional en Francia.
Musicalmente, el álbum es una conjunción de estilos como World music, pop, Chanson française y Dance. Sin embargo, incorpora importantes elementos de la música electrónica y melosos sonidos del pop dentro de su composición. Además, incorpora varios géneros y subgéneros, como el techno, el trip hop, drum and bass, ambient, rock y música clásica. Vocalmente, el álbum vio a Alizée cantar con mayor amplitud y un tono completo.
Tras su publicación, el álbum recibió elogios y fue alabado por los críticos como una obra maestra en el repertorio de pop contemporáneo francés. Los evaluadores elogiaron a la cantante por su nueva dirección musical por sus mentores y la voz de los sencillos fue también elogiada. La cantante y su álbum Gourmandises recibieron el reconocimiento más importante entregado por la SACEM, el Prix Vincent Scotto y el World Music Award por la IFPI, el NRJ Award, M6 Award, entre otros, y fue nominada en las Victoires de la musique con el premio al álbum del año y a la mejor artista, entre otras categorías. Comercialmente, el álbum también fue un éxito, llegando a lo alto de las listas en varios continentes.
Cuatro sencillos fueron lanzados del álbum: «Moi... Lolita», «L'Alizé», «Gourmandises» y «Parler tout bas». A fin de apoyar Gourmandises y su álbum siguiente, Mes courants electriques, Alizée se embarcó en el En Concert Tour en el año 2004. Los críticos y estudiosos han señalado la influencia del álbum en la música popular, especialmente la forma en que ayudó a traer la música electrónica a la cultura pop.

## Historia
Después de la participación de Alizée en el programa Granies de Star en su encuentro con Mylène Farmer y Laurent Boutonnat, Alizée fue invitada a grabar un sencillo con ellos y su grupo, por lo que en el estudio sucedió algo inesperado; narrado por Mylène Farmer para la NRJ: «La pequeña corsa puede ser la sucesora de la reina del pop europeo».
Alizée en el estudio muestra una gran cantidad de talento y una voz muy hermosa entonces era el momento de inicio en el registro de su álbum de debut, en julio del mismo año fue lanzado su sencillo «Moi... Lolita» en poco tiempo fue un éxito total en las principales radios de habla francesa, la corsa que comenzó en una sensación se convirtió en un fenómeno de toda Francia que se encontraba en la expectación de ver a su ídolo, a diciembre del mismo año fue lanzado su segundo sencillo «L'Alizé» que se convirtió de igual forma en un éxito, en el sencillo se describe el origen de su nombre y que significa para ella el viento, para la fecha de lanzamiento oficial del álbum, «Moi... Lolita» y «L'Alizé» ya habían alcanzado el número uno en Francia y en otras listas del mundo haciendo el lanzamiento de Gourmandises un éxito mundial, excepto en los Estados Unidos. Los expertos explican que este era el momento del éxito de Britney Spears, Pink y Christina Aguilera en América, para la fecha de lanzamiento Gourmandises, la cantante ya era coronada como la reina de Europop por la NRJ. Luego, después de varios meses el álbum mantenerse sido un fenómeno se dio a conocer el sencillo «Gourmandises» que no llegó a tener el mismo éxito de los dos últimos sencillos pero consiguió un buen nivel de ventas y difusión en las radios de todo el mundo, después de otros tres meses se lanzó su cuarto sencillo «Parler tout bas», una balada que muestra la amplia gama vocal de la cantante y se convierte en el número uno en las estaciones de radio románticas. Para el final de año, Alizée recibe por la M6 un reconocimiento como la revelación francófona del año, uno por la NRJ, y fue nominada a las Victoires de la musique. Para el próximo año Alizée permanece siendo un fenómeno y lo cual la hace obtener el World Music Award otorgado por la IFPI. Para el año 2003 Alizée estaba preparando el lanzamiento su próximo álbum y para entonces recibiría un premio muy especial por la SACEM, el reconocimiento más prestigioso otorgado por la institución, el Prix Vincent Sotto.

## Crítica
«Gourmandises, la palabra francesa para los dulces (o caramelos), es el título apropiado del álbum debut de la princesa del pop francesa Alizée. Al igual que una bola de anís, la mezcla de melodías pop y baladas son agradables y consistente a lo largo, pero al mismo tiempo, no demasiado aventureras. Las letras francesas pueden agriar el álbum para algunos, pero las melodías pegadizas y letras de canciones (a pesar de que pueden significar poco para el anglófilo promedio) ponen de relieve el lenguaje universal del pop».
«Dieciséis años de edad, Alizée es la respuesta de Francia a la reina adolescente del fenómeno, con una notable excepción: Alizée tiene verdadero talento».

## Lista de canciones
1. «Moi... Lolita» – 4:30
2. «Lui Ou Toi» – 4:20
3. «L'Alizé» – 4:20
4. «J.B.G.» – 4:01
5. «Mon Maquis» – 5:46
6. «Parler Tout Bas» – 4:44
7. «Veni Vedi Vici» – 4:23
8. «Abracadabra» – 4:10
9. «Gourmandises» – 4:16
10. «À Quoi Rêve Une Jeune Fille» – 4:10

## Letras, composición y créditos
Las letras fueron escritas por Mylène Farmer con la ayuda de Alizée hablando acerca de ella, sus gustos, dudas y sus deseos de vivir. La música corrió por parte de Laurent Boutonnat.
- Alizée - Artista, coros
- Laurent Boutonnat - Música
- Anne Calvert - Coros secundarios
- Jerome Devoise - Grabación del sonido
- Mylène Farmer - Letras y producción
- lb - Fotografía
- Didier Lozahic - Mezcla del sonido
- Henry Neu - Diseño
- Bernard Paganotti - Bajos
- André Perriat - Masterización
- Slim Pezin - Guitarra
- Mathieu Rabaté - Percusión

## Listas y ventas
El álbum fue considerado un éxito comercial total. En Francia, con solo una semana de ventas el álbum debutó en el décimo lugar en el top de las listas francesas. Llegó al número 1 de las listas en la novena semana de estar en los mejores puestos de todas estas, en un mes del lanzamiento del álbum fue certificado de platino con más de 300 000. En Europa estaba ocurriendo algo similar, con el éxito de «Moi... Lolita», Alizée hizo una gran expectativa en todas el continente, el álbum comienzo en las listas europeas al alza debutando en su morar parte los top 25. En Francia, la cantante seguía siendo un fenómeno alrededor de tres meses, el álbum había vendido más de 700 000, hasta que el éxito de Europa rompió barreras y comenzó la promoción del álbum en todo el mundo. Después de estar en las listas francesas durante todo el año en las primeras posiciones hizo una segunda aparición en las primeras cinco posiciones de las listas en ese momento la cantante ya había certificado doble oro en Bélgica, platino en Europa y más, llegó a los puestos más altos en muchos países, para el 2002 el álbum todavía estaba en las listas de éxitos y para ese momento fue certificado doble platino en Francia, el álbum había vendió más de 5 000 000 copias en todo el mundo hasta ese año.

### Trivia
- JBG traducido a James Bond Girl,[6] a referencia de las populares películas de espías. La canción abre con el tema de James Bond.

### Listas semanales
| Lista (2000–02)                 | Posición más alta |
| ------------------------------- | ----------------- |
| Austrian Albums Chart           | 40                |
| Belgian Albums Chart (Wallonia) | 7                 |
| Chinese Albums Chart            | 18                |
| Dutch Albums Chart              | 36                |
| Finnish Albums Chart            | 26                |
| French Albums Chart             | 1                 |
| German Albums Chart             | 29                |
| Hungarian Albums Chart          | 23                |
| Italian Albums Chart            | 27                |
| Japanese Albums Chart           | 40                |
| Polish Albums Chart             | 13                |
| Russian Albums Chart            | 9                 |
| South Korean Albums Chart       | 4                 |
| Spanish Albums Chart            | 22                |
| Swiss Albums Chart              | 27                |

| País    | Certificación |
| ------- | ------------- |
| Bélgica | Platino       |
| Francia | Diamondo      |
| Suiza   | Platino       |
| Europa  | Platino       |